# Cửa khẩu Oyadav
Cửa khẩu Oyadav hay Cửa khẩu O'Yadaw là cửa khẩu quốc tế đường bộ tại vùng đất huyện O'Yadav tỉnh Ratanakiri, Campuchia .
Cửa khẩu Oyadav thông thương với Cửa khẩu Lệ Thanh ở xã Ia Dom huyện Đức Cơ tỉnh Gia Lai, Việt Nam  13°46′10″B 107°30′02″Đ / 13,769483°B 107,500626°Đ.